# Petr Zelenka (sériový vrah)
Petr Zelenka (* 27. února 1976) je bývalý zdravotník z Jihlavy, obviněný a odsouzený za 7 vražd a 10 pokusů o vraždu, které měl spáchat od května do září 2006 na ARO v havlíčkobrodské nemocnici za pomoci podávání silných dávek heparinu pacientům v bezvědomí. V této souvislosti je znám jako „heparinový vrah“. Byl odsouzen k odnětí svobody na doživotí.
Po odhalení kauzy se v nemocnicích zavedly rozsáhlé administrativní úkony spojené s podáváním heparinu.

## Životopis
Narodil se v roce 1976 jako prvorozené dítě do rodiny středoškolsky vzdělaných rodičů. Má mladší sestru. Vystudoval střední zemědělskou školu v Jihlavě a poté záchranářskou nástavbu v Brně. Po absolvování studia vystřídal více zaměstnání ve zdravotnictví, ale pro nespolehlivost a absence byl opakovaně propuštěn. V roce 1998 začal pracovat jako zdravotník na anesteziologicko-resuscitačním oddělení nemocnice v Havlíčkově Brodě. V roce 2005 při zaměstnání odmaturoval v oboru všeobecná zdravotní sestra a počátkem roku 2006 začal pracovat jako vedoucí sesterských směn na ARO. Po rozvázání pracovního poměru odešel do nemocnice v Jihlavě.

## Vraždy a soud
Zelenka v zaměstnání dle svých slov pociťoval tíseň a také jistý druh profesního vyhoření, jeho partner si našel novou práci, kvůli které musel být mimo společný domov, a především dospěl k rozhodnutí, že svou homosexuální orientaci odhalí rodičům. S novou skutečností se těžce srovnával především jeho otec. Období krize a konfliktů Zelenka řešil alkoholem, po němž byl Zelenka buď plačtivý a sklíčený, nebo propadal agresivním výbuchům chování, kdy začal po hádce s partnerem ničit vybavení bytu. Vnitřní potřeba destrukce začala mít vnější prezentaci. V květnu 2006 se pokusil o první vraždu; muži upoutanému na lůžku podal heparin, s odstupem času celkem třikrát po 5 ml injekčně. Muž však přežil. První obětí se tak stal muž ve věku 68 let, kterému podal Zelenka heparin dvakrát. Výběr obětí nebyl nijak specifický a jak později sám vypověděl, aplikoval heparin zrovna tomu, na koho to padlo a ke komu měl lepší přístup, aby nebyl odhalen. Komplikace a případná smrt na anesteziologicko-resuscitačním oddělení byla „relativně“ běžným stavem, a proto se mu dařilo vraždy bez vyvolání podezření skrývat. Četnost zvláštních úmrtí pacientů přesto nezůstala bez povšimnutí, ale trvalo dlouhý čas, než se podařilo postupným vyvracením hypotéz dojít až k Zelenkovi.
Zelenka byl zadržen v prosinci 2006. Odhalil jej primář ARO Pavel Longin (* 1962), který srovnal rozpis služeb s daty krvácení pacientů. Dle jeho slov byl z 40 případů nevysvětlitelného krvácení v 23 případech podán heparin, z toho měl právě Zelenka 23krát službu v nemocnici. Zelenka se k činům přiznal.

### Soud
Dne 30. listopadu 2007 podalo Krajské státní zastupitelství v Hradci Králové obžalobu, soudní přelíčení začalo 22. ledna 2008 a 21. února 2008 byl Zelenka trestním senátem Krajského soudu v Hradci Králové v čele s předsedou Jiřím Vackem shledán vinným a odsouzen k výjimečnému trestu odnětí svobody na doživotí. Trest potvrdil i odvolací Vrchní soud v Praze. Zelenka poté podal dovolání k Nejvyššímu soudu v Brně, který je však odmítl. Podal i ústavní stížnost, kterou však v listopadu 2009 Ústavní soud odmítl. Policie pojala důvodné podezření v případě dalších tří vražd a jednoho pokusu o ni, případy však odložila vzhledem k tomu, že již byl odsouzen k výjimečnému trestu. Na svobodu může být Zelenka podmíněně propuštěn nejdříve v roce 2038.
Před soudem stanul i tehdejší ředitel nemocnice Josef Pejchl, obviněný z neohlášení vražd provedených Zelenkou. Dostal podmínečný trest, který však odvolací soud v Pardubicích v říjnu 2008 zrušil.

### Motiv
Čím se Zelenka liší od doposud popsaných profilů vrahů v nemocničním prostředí, je jeho motiv k vraždě. V jeho motivu lze najít nějaké obecně shodné znaky s vrahy z milosrdenství. V podobném prostředí se vyskytují i vrazi z pohnutek nadvlády a moci nebo případně potěšení, ale Zelenka je atypický. Z každého z nich má kousek. Hlavním pojítkem je místo činu a typ oběti, ale hlavní motivy vražd, které byly naprosto zjevně předloženy při soudním líčení, jsou odlišné. Motivem Zelenkových vražd byla touha dostat lékaře do pozice bezradnosti a nevědomí. Byla mu příjemná situace nastalého chaosu a vidina lékařů, kteří netuší, co se děje. Měl radost, že jedině on ví, čím je způsobené závažné zhoršení stavu pacienta. Těšil ho nejen boj o život pacienta, ale v jeho očích zejména selhání doktorů. Těžil ze sebejistoty, že nebude odhalen, protože z jeho pohledu nebyl úmrtím přikládán zásadnější význam a nikdo nepředpokládal lidské přičinění. Neprojevoval lítost, pociťoval sice něco jako „výčitky svědomí“, ale ty se údajně vždy brzy vytratily. Byla v tom škodolibost, pomsta, záškodnická a sabotérská aktivita zaměstnance, který byl v kolektivu relativně oblíbený a nikdo by jej nepodezíral. V období jeho vražedné série si sice kolegové všimli, že je mírně podrážděný, ale jinak ho hodnotili jako pečlivého a milého kolegu. U Petra Zelenky nebyla soudními znalci zjištěna žádná duševní choroba, ale upozorňovali na akcentované osobnostní rysy a patrnou sebestřednost. Je osobností anomální, charakterově vadnou, ve vztahu k sociálnímu okolí citově chladný a je nezrale emotivní. Motivem vražd byla potřeba intenzivních prožitků při prožívané vnitřní prázdnotě.

### Zpochybnění Zelenkovy účasti na úmrtí pacientů
Někteří lékařští odborníci se domnívají, že Zelenka nikoho heparinem nezabil. Zpochybňují tak závěry znalce Josefa Pleskota, který u soudu řekl, že někteří pacienti měli neměřitelné hodnoty krvácení, což nemohlo být způsobeno jinou příčinou než neoprávněným podáním heparinu. Bývalý přednosta ARO Fakultní nemocnice v Ostravě František Kunčík dokonce navrhl soudci, že si nechá v soudní síni píchnout heparin na důkaz svých tvrzení. Soudce Jiří Vacek nikdy neuvažoval o tom, že by podobný pokus v soudní síni měl nechat provést. Stejný názor na účinky heparinu jako Kunčík má i primář oddělení klinické biochemie v Mladé Boleslavi Petr Wagner, jenž vše komentoval: „Běžné dávky heparinu jsou 80 tisíc jednotek, on (Petr Zelenka) se přiznal jen k 25 tisícům. Nechám píchnout 100 tisíc jednotek a nestane se nic.“ Zelenka měl ale aplikovat heparin lidem v těžkém zdravotním stavu. Ale ani tento argument podle lékařů nestačí. Ladislav Těšínský z Kliniky kardiovaskulární chirurgie IKEM, který má s lékem heparin velké zkušenosti, podotýká, že podání 5 mililitrů (25 tisíc jednotek) heparinu nemůže uškodit ani pacientům po operacích, které se běžně provádějí v okresních nemocnicích.

## Umělecká inspirace
Na motivu heparinových vražd napsal psychiatr Miroslav Skačáni román Vraždy ze závisti. Tato kniha se stala předlohou k filmu Hodinu nevíš…, který natočil Dan Svátek v roce 2009. Téma se objevilo i v epizodě pořadu Příběhy českých zločinů z roku 2019.